# Guanin
Guanine (gua-nin) là một trong năm loại nucleobase chính có trong các axit nuclêic (DNA và RNA). Guanine là một dẫn xuất thuộc nhóm purine và là một tautomer. Nucleoside chứa guanine có hai loại tuỳ theo thành phần đường pentôza (đường 5C) mà nó chứa:
- Nếu đường 5C là ribôza, thì nucleoside gọi là guanosine (gu-a-nô-zin).
- Nếu đường 5C là đêoxyribôza, thì nucleoside gọi là deoxyguanosine (đê-oxy gu-a-nô-zin).
Trong cấu trúc xoắn kép ở DNA và đôi khi ở RNA, guanine tạo thành cặp với cytosine nhờ ba liên kết hiđrô hình thành theo nguyên tắc bổ sung.
Guanine còn là tên gọi của một chất vô định hình màu trắng có trong vây của một số loài cá, trong phân các loài chim biển, trong gan và tụy các loài thú. Đúng ra, tên gọi của loại nucleobase này xuất phát từ thuật ngữ guano, vì nó được phân lập lần đầu từ phân chim (thổ ngữ Quechua Nam Mỹ, huanu - nghĩa là phân động vật).
Trong công nghệ mỹ phẩm, guanine tinh thể được dùng như một gia chất trong nhiều sản phẩm (Ví dụ như thuốc gội đầu), để tạo hiệu ứng lấp lánh như ngọc trai. Nó tạo ra độ bóng sáng cho các sản phẩm để vẽ mắt và sơn móng. Nó có thể kích thích mắt. Ngoài ra nó còn dùng để chế tạo ngọc trai nhân tạo, các hạt nhôm và đồng.